# Dalea pinnata
Dalea pinnata là một loài thực vật có hoa trong họ Đậu. Loài này được (J.F.Gmel.) Barneby miêu tả khoa học đầu tiên.

## Hình ảnh

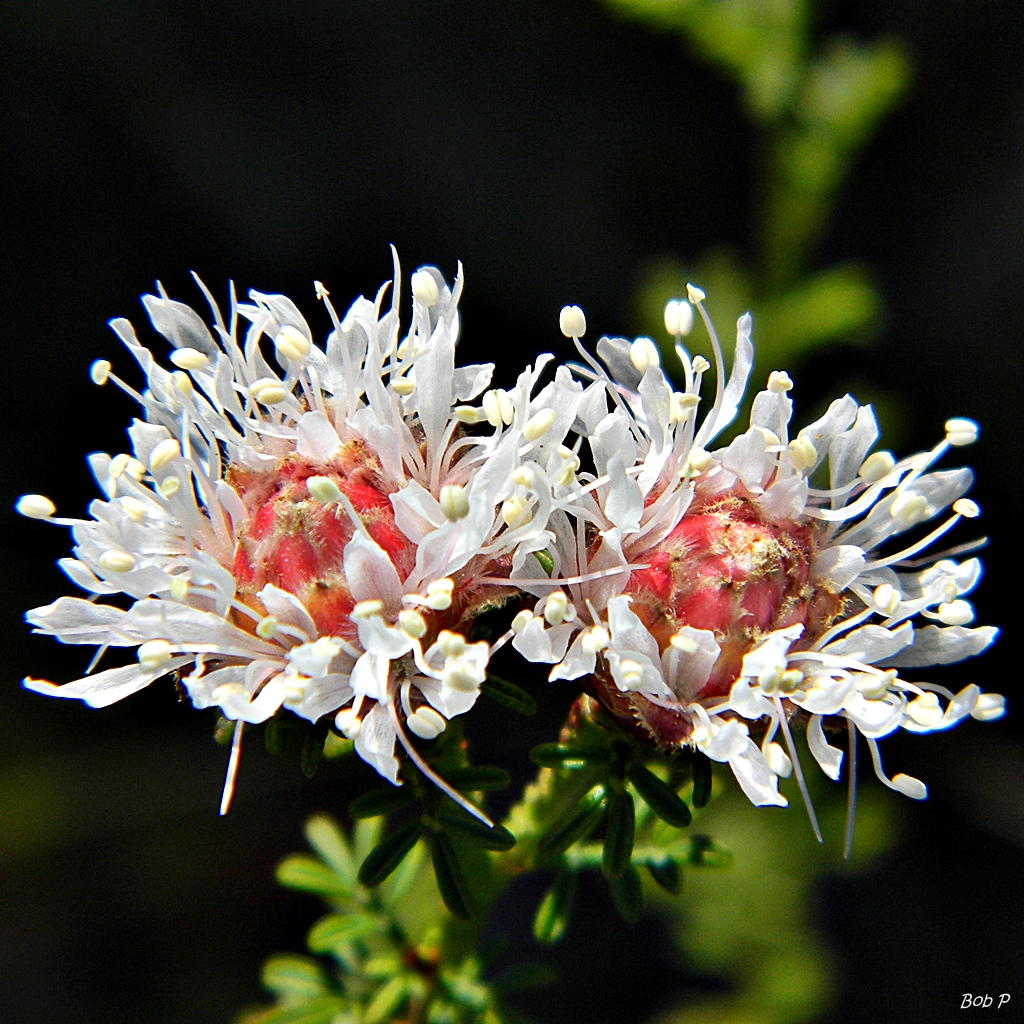
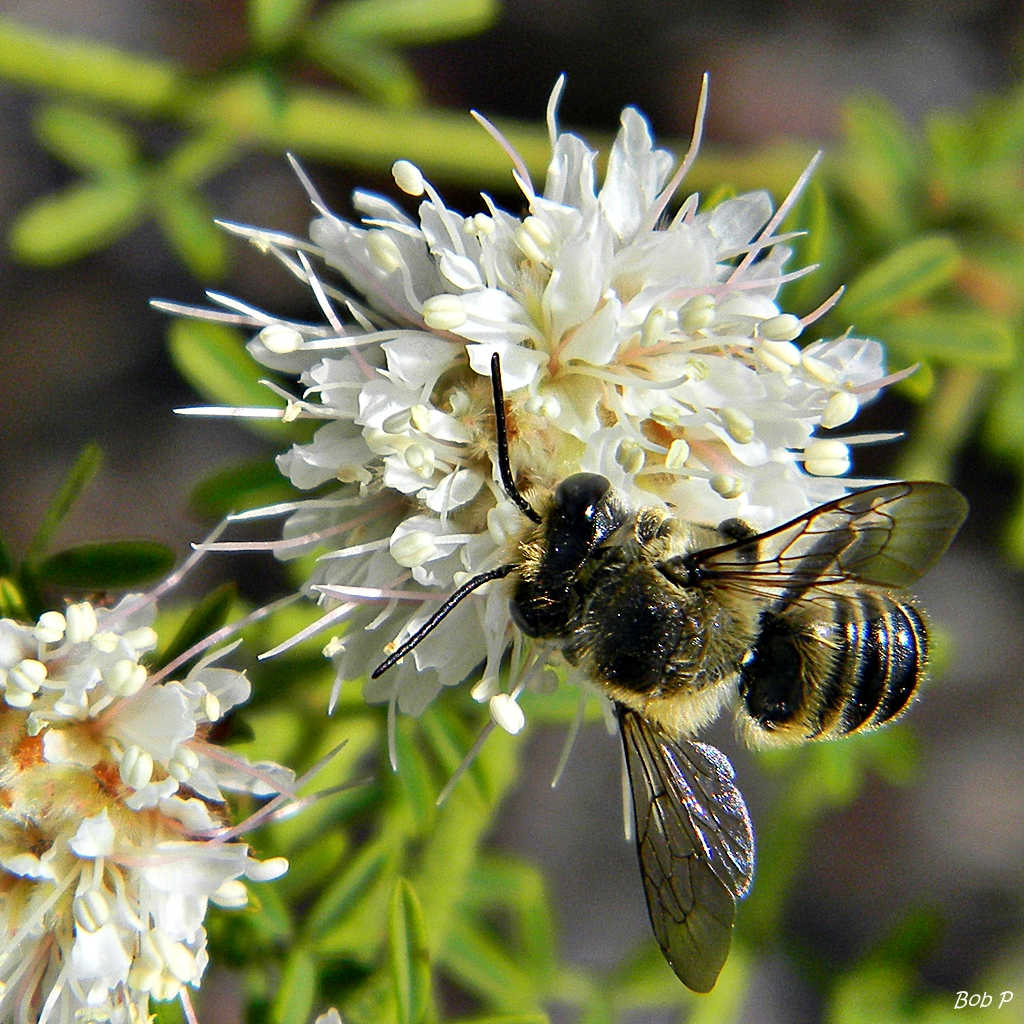
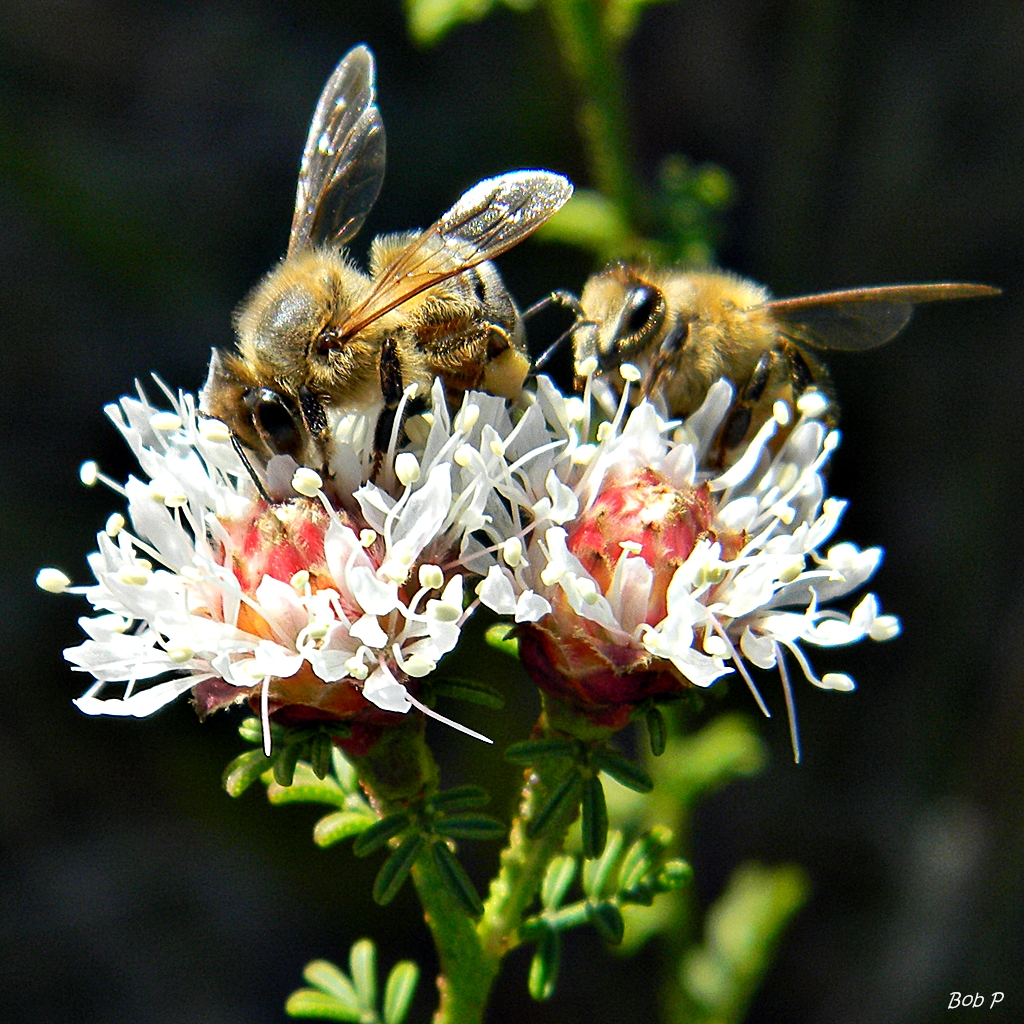